# شبها کاپور
شُبها کاپور (به انگلیسی: Shobha Kapoor) تهیه‌کنندهٔ فیلم اهل هندوستان است. او همسر جیتندرا است.